# Marie la Cordelière
Marie la Cordelière, o Marie-Cordelière o semplicemente La Cordelière fu una caracca bretone costruita nel 1498 per ordine di Anna di Bretagna (futura regina di Francia) nei cantieri navali di Morlaix. Era il fiore all'occhiello dell'epoca della flotta bretone. Armata di 200 cannoni, aveva 1.200 uomini d'equipaggio. Doveva il suo nome all'ordine cavalleresco della Cordelière.

## Servizio

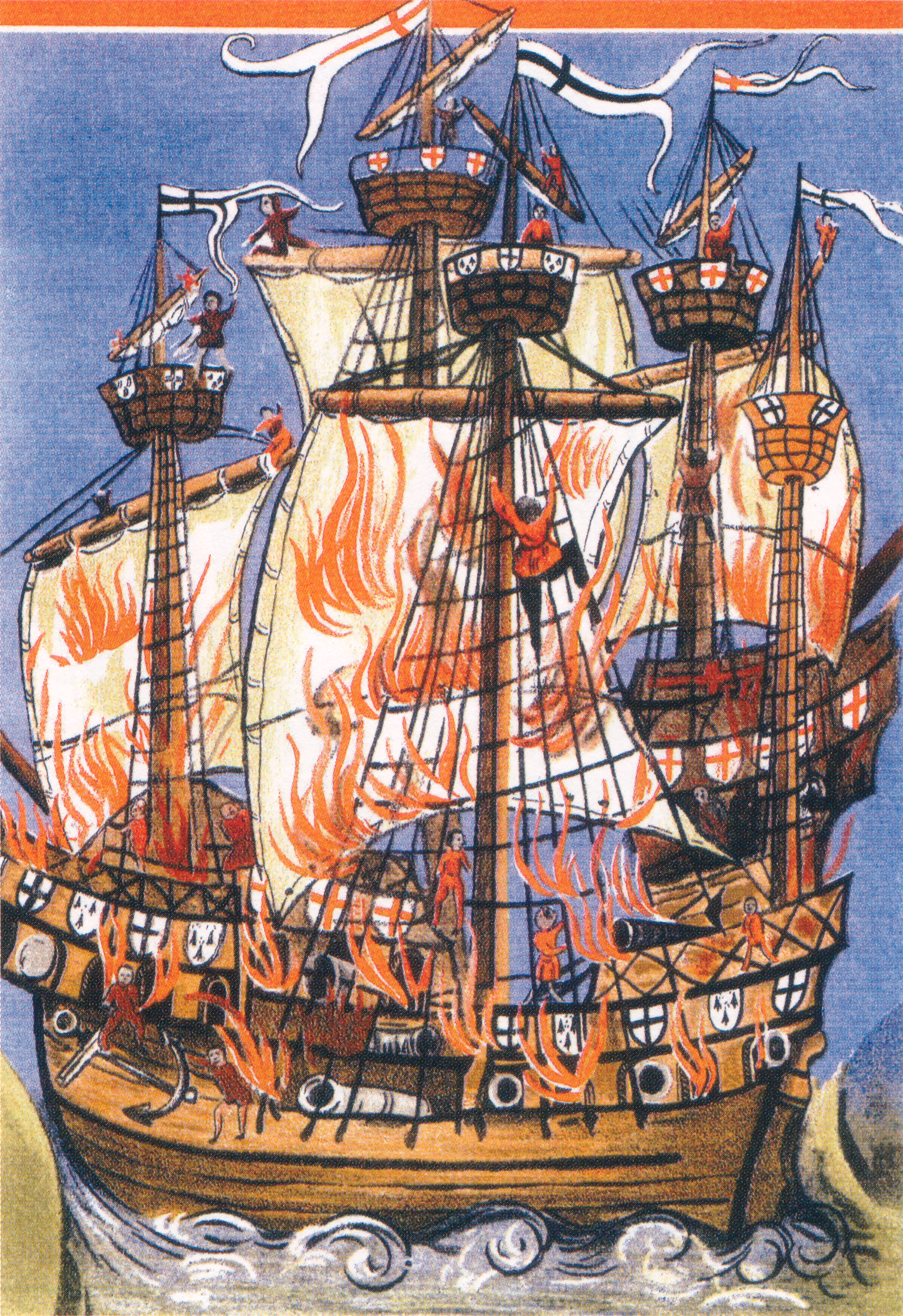
La battaglia tra la Cordelière e la HMS Regent in una illustrazione di un poema epico latino di Germain de Brie

La Cordelière operò nel Mediterraneo dal 1501 al 1504. Partecipò in modo particolare alla campagna di Mitilene.
In questo periodo la flotta inglese effettuava regolarmente incursioni letali sulle coste bretoni.  Fu quanto avvenne nel giugno del medesimo anno in cui l'ammiraglio Howards sbarcò a Le Conquet (presso Brest) e mise a fuoco il castello di Henri de Portzmoguer.
Il 10 agosto 1512, al momento della festa di San Lorenzo, fu organizzato un ricevimento a bordo della Marie la Cordelière, allorché gli inglesi stavano per sbarcare alla Punta Saint-Mathieu nella rada di Brest. Hervé de Portzmoguer capitano della Marie la Cordelière fu avvisato e salpò l'ancora puntando in direzione del nemico, conducendo con sé i suoi invitati al ricevimento. L'ingaggio fu estremamente violento: Marie la Cordelière fu stretta dal vascello inglese Regent. Portzmoguer capì che la disfatta era inevitabile e decise di farsi saltare in aria con la sua caracca, coinvolgendo così anche la nave inglese. Preparò il suo equipaggio e i suoi invitati a morire con la seguente frase:
Le due navi colarono a picco, trascinando con sé  più di 2.000 uomini, fra cui Portzmoguer.
Campagne di archeologia marina sono state condotte nel 1997 e nel 2001 per tentare di rintracciare la Marie la Cordelière.